# Opération N

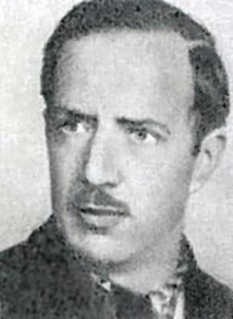
Tadeusz Żenczykowski, nom de code Kania, chef de l'opération N

L'Opération N, ou Action N (en polonais Akcja N), est une série d'actions de sabotage, de subversion et d'intoxication menées d'avril 1941 à avril 1944 par la résistance polonaise contre les forces d'occupation nazies afin d'affaiblir le moral de l'ennemi. Ces activités sont organisées par le Bureau N, qui en octobre 1941 est transformé en sous-direction N du Bureau de l'information et de la propagande de Związek Walki Zbrojnej (plus tard Armia Krajowa). Il est dirigé par Tadeusz Żenczykowski (nom de code Kania).
L'opération N est un élément de la guerre psychologique engagée contre l'occupant allemand. Son activité principale consiste en l'édition de tracts, de journaux et de dépliants rédigés en langue allemande et ostensiblement attribués à des groupes anti-nazis allemands. Les résistants polonais exploitent, entre autres, les antagonismes entre les militaires allemands et les militants du parti NDSAP. Ils cherchent à démontrer aux Allemands à quel point le national-socialisme et la guerre en cours constituent une menace aussi pour eux.
Le premier tract de la cadre de l'opération "N" est publié en 3 000 exemplaires le 5 juillet 1941 après le début de la guerre avec la Russie. Signé par le Soldatenverband Freiheit der Ost-Front, son but est de semer le défaitisme dans les rangs de soldats allemands, stimuler une aversion pour une guerre prolongée et forger une conviction que la campagne soviétique est sans espoir et que la défaite de l'Allemagne est proche.
Un nombre d'experts éminents de la langue et de la littérature allemande, de l'histoire, de la géographie et des questions de la vie quotidienne participent à cette opération. Afin que l'impact de la propagande soit aussi élevé que possible, un système clandestin de transport des imprimés vers le territoire du Troisième Reich est mis en place. Les bases sont établies dans toutes les grandes villes allemandes, y compris Berlin, Dortmund, Hambourg, Hanovre, Kassel, Munich et Braunschweig. L'un des meilleurs courriers transportant ces matériel de propagande est Jan Nowak.

## Sources
- (en) Cet article est partiellement ou en totalité issu de l’article de Wikipédia en anglais intitulé « Operation N » (voir la liste des auteurs).